# Matthew Morrison
Matthew James Morrison (* 30. Oktober 1978 in Fort Ord, Kalifornien) ist ein US-amerikanischer Musicaldarsteller und Schauspieler. Bekannt wurde er vor allem durch seine Rolle als Will Schuester in der amerikanischen Fernsehserie Glee.

## Leben
Matthew Morrison wurde in der damaligen Militärbasis Fort Ord der United States Army in der Nähe der Stadt Monterey im US-Bundesstaat Kalifornien geboren. Nach dem Abschluss der High School studierte er Musical an der New York University sowie am Konservatorium des Collaborative Arts Project 21 in New York. 2002 spielte er die Rolle des Link Larkin in der Uraufführung des Musicals Hairspray am New Yorker Broadway. 2005 wurde er für die Rolle des Fabrizio Nacarelli in der Broadway-Inszenierung des Musicals The Light in the Piazza für den Tony Award nominiert.
Nach einigen Filmrollen und Gastauftritten in verschiedenen Fernsehserien verkörperte Morrison ab 2009 die Rolle des Spanischlehrers Will Schuester in der Fox-Serie Glee bis zu deren Ende 2015. Für den Part wurde er 2009 mit dem Satellite Award ausgezeichnet. Mit der achten Folge der dritten Staffel der Serie gab Morrison 2011 sein Regie-Debüt.
Im Sommer 2011 veröffentlichte Morrison sein erstes Solo-Album.

## Theater
- 1999: Chuck Crunston (Zweitbesetzung) in Footloose, Richard Rodgers Theatre, New York
- 2000: Das Phantom (Zweitbesetzung) in The Rocky Horror Show, New York
- 2002–2004: Link Larkin in Hairspray, Neil Simon Theatre, New York
- 2003–2004: Tarzan in Tarzan, Workshop, New York
- 2005: Fabrizio Naccarelli in The Light in the Piazza, Vivian Beaumont Theatre im Lincoln Center, New York
- 2005: Frank Abagnale in Catch Me If You Can, Lesung, New York
- 2005: Thad Lapin in A Nacked Girl on the Appian Way, American Airlines Theatre, New York
- 2007: Duane in Ten Million Miles, New York
- 2008–2009: Lt. Joseph Cable in South Pacific, Vivian Beaumont Theatre, New York
- 2015–2016: James Matthew Barrie in Finding Neverland, Lunt Fontanne Theater, New York

## Filmografie (Auswahl)
- 1999: Sex and the City (Fernsehserie, Folge 2x04)
- 2003: Marci X
- 2003: Hack – Die Straßen von Philadelphia (Hack, Fernsehserie, Folge 2x08)
- 2005: Once Upon a Mattress
- 2005: Es war einmal… Die Prinzessin auf der Erbse
- 2006: Criminal Intent – Verbrechen im Visier (Law & Order: Criminal Intent, Fernsehserie, Folge 5x13)
- 2006: Springfield Story (Guiding Light, Fernsehserie, 1 Folge)
- 2006: Jung und Leidenschaftlich – Wie das Leben so spielt (As the World Turns, Fernsehserie, 17 Folgen)
- 2007: Mitten ins Herz – Ein Song für dich (Music and Lyrics)
- 2007: Ich glaub, ich lieb meine Frau (I Think I Love My Wife)
- 2007: CSI: Miami (Fernsehserie, Folge 5x19)
- 2007: Dan – Mitten im Leben! (Dan in Real Life)
- 2007: Ghost Whisperer – Stimmen aus dem Jenseits (Ghost Whisperer, Fernsehserie, Folge 3x08)
- 2008: Numbers – Die Logik des Verbrechens (NUMB3RS, Fernsehserie, Folge 4x12)
- 2009–2015: Glee (Fernsehserie, 121 Folgen)
- 2012: Was passiert, wenn’s passiert ist (What to Expect When You’re Expecting)
- 2014: Space Station 76
- 2016: Younger (Fernsehserie, Folge 2x09)
- 2017–2018: Grey’s Anatomy (Fernsehserie, 3 Folgen)
- 2017: Tulpenfieber (Tulip Fever)
- 2019: American Horror Story (Fernsehserie, 8 Folgen)
- 2023: A Paris Christmas Waltz

## Diskografie

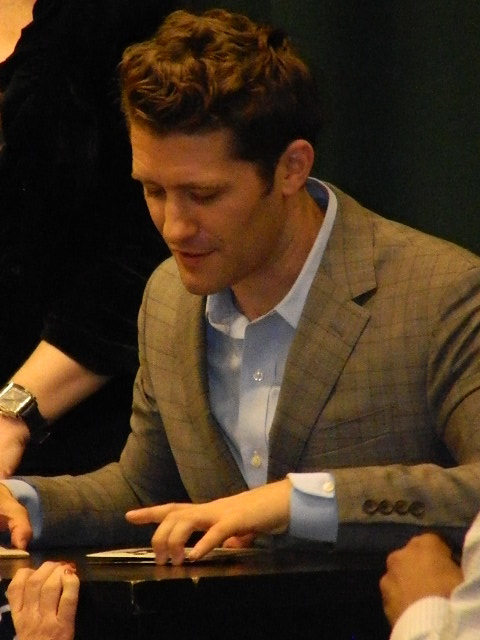
Matthew Morrison visiting Barnes & Noble for CD release party, 2013

### Studioalben
- Matthew Morrison (10. Mai 2011)
- Where It All Began (4. Juni 2013)
- A Classic Christmas (EP, 19. November 2013)

### Singles
- Summer Rain (Matthew Morrison, 2011)
- Still Got Tonight (Matthew Morrison, 2011)
- It Don’t Mean A Thing (Where It All Began, 2013)

## Auszeichnungen
- 2009: Satellite Award als Bester Darsteller in einer Serie – Comedy oder Musical (Glee, Will Schuester)
- 2009: Screen Actors Guild Award für die Beste Darbietung eines Ensembles in einer Fernsehserie (Glee)
- 2010: People’s Choice Award für die Beste Darbietung eines Ensembles in einer Fernsehserie (Glee)
- 2015: Audience Choice Award (Broadway.com) als Bester Darsteller in einem Musical (Finding Neverland)
- 2015: Audience Choice Award (Broadway.com) als Bestes Liebespaar (mit Laura Michelle Kelly, Finding Neverland)
- diverse Nominierungen u. a. für den Tony Award, Outer Critics Circle Award, Drama Desk Award, Golden Globe Award und den Primetime Emmy Award in Kategorien wie Bester Darsteller in einer Fernsehserie oder Herausragender Musicaldarsteller